# Crenicichla lacustris
Crenicichla lacustris és una espècie de peix de la família dels cíclids i de l'ordre dels perciformes.

## Morfologia
Els mascles poden assolir els 29 cm de longitud total.

## Distribució geogràfica
Es troba a Sud-amèrica: sud-est i est del Brasil i l'Argentina.